# Strider Hiryu (Arcade)
Strider, lanzado en Japón como Strider Hiryū (ストライダー飛竜?) es un videojuego de plataforma de side-scrolling lanzada para los juegos arcade CP System por Capcom. Se convirtió en uno de los primeros éxitos de Capcom antes de Street Fighter II, venerado por su innovador sistema de juego, música diversa y única, y clips de voz multilingües durante en las escenas (presentando en inglés, japonés, mandarín, español y ruso).